# 田中富広
田中 富広（たなか とみひろ、1956年（昭和31年）3月4日 - ） は、日本の宗教家。世界平和統一家庭連合日本教会第14代（現）会長である。北海学園大学工学部建築学科卒業。北海道北広島市出身。

## 経歴
北海道北広島市で生まれる。1976年2月12日、統一教会（現・世界平和統一家庭連合）に入信。
1978年3月、北海学園大学工学部建築学科卒業。同年4月、全国大学原理研究会（CARP）の支部長に就任。
1982年10月、国際基督教学生協会（ICSA）幹事に就任。同年10月14日、統一教会の主催する合同結婚式に参加。この合同結婚式には6000組のカップルが参加したとされる。1989年10月、調布教会教会長に就任。1997年10月、統一教会青学部長に就任。2001年4月、世界平和青年連合（YFWP）事務総長に就任。
2013年8月30日、統一教会青年学生局長に就任。2015年1月5日、日本統一教会副会長に就任。2019年、ピースロード首都圏実行委員長。
2020年5月8日、韓鶴子総裁は宣教本部を強化するとして、世界本部長に事務総長兼秘書副室長のユン・ヨンホ（윤영호）を任命した。実権を握ったユンは、世界の摂理機関の組織改編に着手し、世界本部と韓国本部の組織一元化を図った。同年10月13日、ユンは日本統一教会会長の徳野英治を分苑長とし、同日、田中が第14代会長に就任した。同年10月29日、東京都大田区で「神日本家庭連合 新体制出発式」が開催され、第6地区（台湾）長の方相逸（パン・サンイル）が神日本大陸会長に就任した。日本の実質的なトップは方相逸が担うこととなった。

## 発言

### 安倍晋三銃撃事件

#### 2022年7月11日の記者会見
- 安倍晋三銃撃事件の被疑者が「母親が宗教にのめりこみ、多額の寄付をして破産したので、恨みがあった」という趣旨の供述をしている事に関連して、被疑者の指す宗教が旧統一教会であったとする情報が海外メディアを中心に報道されていた[12]。それを踏まえ2022年7月11日に記者会見を開き、「教会員であり、月一回程度の行事に参加している」として、会員である事実を認めた。
- 被疑者が「母親が多額の寄付をして破産した」と述べていることについては「高額献金を要求したかどうかは記録上一切残っておりません」として、曖昧な回答に終始した[13]。

#### 2022年8月10日の記者会見
- 世界平和統一家庭連合のメディア報道が過熱していると主張し、前回の記者会見から1か月が経つ2022年8月10日に日本外国特派員協会で記者会見を開いた[14]。
- 会見には、田中富広と山田達也法務部長が出席した[15]。
- 田中富広の発言内容としては以下の通り[16]。
  - 安倍元首相に対するご冥福の意
  - 家庭連合への恨みを動機として行動に出たという報道に触れ、社会を騒がせた点についてお詫び
  - 昨今の当法人に対する過剰なメディア報道によって、当法人の信徒から様々な被害が報告されている
  - 全国の教会に「殺すぞ」と叫ぶ脅しなど、脅迫を受けている
  - 信者による多額の献金が問題視されているが、コンプライアンスの徹底により、霊感商法と称される類のものは当法人の信徒において行われていないし、被害報告もない
  - 霊感商法は過去も現在も行ったことはない
  - 下村博文が文科大臣だった2015年の名称変更の意図は正体隠しではない
  - 「祝福結婚」は強制ではない。離婚率は2%以下であり、多くのカップルは、幸福、円満に過ごしている
  - 当法人の信者は、かつて拉致監禁、脱会強要という違法な人権侵害の被害に遭ってきた
  - 岸田文雄内閣総理大臣が自民党の党員や閣僚に対し教団と距離を置くように、縁を切るように指示していることについて問われ「政権の判断が、どのような深い意図があって判断されているかまでは、私達が言及する立場ではないが、当法人との関わり方が、強く判断の基準に定められたと言うならば、それはすごく残念なこと」
  - 世界的な活動の資金が日本が全て背負っているという事実はない。ただ、日本の法人が、全世界に宣教師を派遣していることは事実。日本からの世界平和統一家庭連合の収入は世界の何パーセントかは、日本法人ではわからない。
  - 政治に友好団体が強く姿勢を持って関わってきたことは事実
  - 創設以来、共産主義に明確に対峙してきた
  - 政治家と私たちの法人と友好団体、それぞれにおいて関わり方は異なる

##### 会見への反応
- 全国霊感商法対策弁護士連絡会（全国弁連）の代表世話人を務める山口広弁護士は「（2009年以降も）組織ぐるみの資金集めをやめるということは言っていない。（献金）達成のために手段を選ばずやらざるを得ない実態はいつまでも続いている」とした[17]。
- 旧統一教会問題を10年以上前から追い続ける鈴木エイトは、田中が「社会を騒がせた」と謝罪した点について「謝るポイントが違う。あくまで他人事です」と述べ、続けて「過剰なメディアの報道によって信徒に被害が出ている」と田中が言ったことに対しても、鈴木は「同情作戦ですね。姑息です」と批判した。教団に対する民事訴訟について「信仰が薄れることによって一度捧げた献金を返して欲しいとの要請がある。こういった要請には個別に適切に対応してまいりました」というと、鈴木は「どの口が言ってるんですかね」と述べ批判。「霊感商法を行っていない」という発言に対しては「商品を介在させない霊感商法をやっています」と反論した[18]。
- 全国霊感商法対策弁護士連絡会の紀藤正樹弁護士は、田中が「係争中の裁判件数は’22年に5件」と話したことに触れ「家族被害の相談は、一般的に裁判件数に入らない。どうやって家族で円満に解決するかという方向に誘導していく」といい、「今日の田中会長の会見は家族被害にほとんど触れていない」と内容を疑問視した[18]。
- 2016年まで2世信者だった女性は、「両親は（2009年）当時も、それ以降も100万円する善霊堂と言われているものを買っていました。それがあれば『先祖が家に住むことができる』というのが霊感商法じゃなかったら何が霊感商法なんだろうと思いますけどね」「正体を隠して勧誘したり、統一教会と名乗らずに勧誘したりというのは知っていたので、何か良い方に改善されたようには、自分が所属していた限りでは感じなかった」と語るなど、田中の発言の矛盾点を指摘し、実態が以前と変わっていない印象を述べた[19]。
- 会見に参加したフランス紙特派員は「本来の記者会見の目的とはかけ離れた状況になってしまって、本当にがっかりしている」と述べた上で「まず、冒頭発言が逐次通訳も含め40分と長すぎた。我々記者としては、自分の知りたいことを直接質問できることが大事だ。質問したい気持ちがどんどん強くなって、我慢できない状況だった。質疑応答の時間は20分しかなく、無駄が多かった。容疑者本人の家庭についての質問もできなかったし、家族の主張に対して、どう応えたのか、といった説明もなかったのは残念だった」と述べ、会見内容や構成を批判した[20]。